# Янус, Джилл
Джилл Янус (англ. Jill Janus; 2 сентября 1975 — 14 августа 2018, Портленд, Орегон) — американская певица. Была ведущей вокалисткой хеви-метал-групп Huntress, The Starbreakers и Chelsea Girls.

## Биография
В возрасте 20 лет Янус был поставлен диагноз «биполярное расстройство», причём первые его признаки появлялись ещё в 13 лет. Впервые заинтересовалась металом будучи подростком. Решающим фактором будущего занятия стало приобретение кассеты с записями группы Suicidal Tendencies. Обладала вокальным диапазоном в четыре октавы и участвовала в различных оперных труппах.
В 2002 году Янус снялась для журнала «Playboy». Вскоре после этого Хью Хефнер дал ей место диджея в своём «Особняке „Плейбой“», где она работала до 2010 года под псевдонимом Пенелопы Тьюздей. Этой работой Янус занималась ради денег. В 2009 году Янус основала хеви-метал-группу Huntress, в составе которой записала три альбома. Также пела в группах The Starbreakers и Chelsea Girls. Также работала с Ангусом Кларком из Trans-Siberian Orchestra, с которым вместе работала над рок-операми.
14 августа 2018 года Янус совершила самоубийство возле Портленда, штат Орегон. Источники утверждают, что она умерла в возрасте 43 лет, несмотря на то, что она утверждала, что родилась в сентябре 1975 года, тем самым делая возраст на момент смерти — 42 года.

## Личная жизнь
Была замужем за соло-гитаристом Huntress Блейком Милом.